# Lipovec (district de Rimavská Sobota)
Pour les articles homonymes, voir Lipovec.
Lipovec (en hongrois : Gömörlipóc) est une commune du district de Rimavská Sobota, dans la région de Banská Bystrica, en Slovaquie.

## Histoire
La première mention écrite du village date de 1413.

## Démographie

### Évolution de la population
| Année:               | 1994. | 2004.   | 2014.    | 2024.    |
| -------------------- | ----- | ------- | -------- | -------- |
| Nombre de personnes: | 83    | 76      | 102      | 90       |
| Différence:          |       | -8,43 % | +34,21 % | -11,76 % |

| Année:               | 2023. | 2024.   |
| -------------------- | ----- | ------- |
| Nombre de personnes: | 86    | 90      |
| Différence:          |       | +4,65 % |